# Içara (ort)
Içara är en ort i Brasilien.   Den ligger i kommunen Içara och delstaten Santa Catarina, i den södra delen av landet, 1 400 km söder om huvudstaden Brasília. Içara ligger 43 meter över havet och antalet invånare är 51 454.
Terrängen runt Içara är platt. Runt Içara är det ganska tätbefolkat, med 185 invånare per kvadratkilometer.. Närmaste större samhälle är Criciúma, 7,9 km nordväst om Içara.
Trakten runt Içara består till största delen av jordbruksmark.